# Richard Ploog
Richard Francis Ploog (conocido como Dick Ploog; Melbourne, 27 de noviembre de 1936–Gold Coast, 14 de julio de 2002) fue un deportista australiano que compitió en ciclismo en la modalidad de pista, especialista en la prueba de velocidad individual.
Participó en los Juegos Olímpicos de Melbourne 1956, obteniendo una medalla de bronce en la prueba de velocidad. Ganó una medalla de bronce en el Campeonato Mundial de Ciclismo en Pista de 1958, en la misma disciplina.

## Medallero internacional
| Juegos Olímpicos   | Juegos Olímpicos      | Juegos Olímpicos  | Juegos Olímpicos         |
| Año                | Lugar                 | Medalla           | Competición              |
| ------------------ | --------------------- | ----------------- | ------------------------ |
| 1956               | Melbourne (Australia) | Medalla de bronce | Velocidad individual     |
| Campeonato Mundial |                       |                   |                          |
| Año                | Lugar                 | Medalla           | Competición              |
| 1958               | París (Francia)       | Medalla de bronce | Velocidad individual (A) |